# Sinikka Luja-Penttilä
Sinikka Marjatta Luja-Penttilä, född Luja (mellan 1971 och 1977 Luja-Vepsä) 9 juni 1924 i Sankt Andree, död 18 november 2022 i Esbo, var en finländsk politiker (Socialdemokraterna). Hon representerade Nylands valkrets i Finlands riksdag 1966–1983. Hon tilldelades socialråds titel år 1988.
Luja-Penttilä var Finlands social- och hälsovårdsminister i regeringen Koivisto II från maj 1979 till februari 1982.
Luja-Penttilä var författare till romanen Venla som utkom år 1983 och det var hennes bidrag till den finländska arbetarlitteraturen.